# بيتر دافيلد
بيتر دافيلد (بالإنجليزية: Peter Duffield)‏ هو لاعب كرة قدم بريطاني، ولد في 4 فبراير 1969 في ميدلزبرة في المملكة المتحدة. لعب مع دارلينجتون إف سى وريث روفرز وستوكبورت كونتي وشيفيلد يونايتد ونادي بلاكبول ونادي بورنموث ونادي بوسطن يونايتد ونادي روذرهام يونايتد ونادي غرينوك مورتون ونادي فالكيرك ونادي كارلايل يونايتد ونادي كرو ألكساندرا ونادي هاليفاكس تاون ونادي يورك سيتي وهاميلتون أكاديميكال.

## وصلات خارجية
- بيتر دافيلد على موقع قاعدة بيانات كرة القدم.إي يو (الإنجليزية)
- بيتر دافيلد على موقع Soccerbase.com (لاعب) (الإنجليزية)